# Академско рангирање универзитета у свету
Академско рангирање универзитета у свету (енгл. Academic Ranking of World Universities - ARWU), познато као и Шангајска листа, је публикација коју издаје Шангајски Универзитет Цао Тун у коме се врши глобално рангирање Универзитета. Рангирање се врши од 2003. године и сваке године се ажурира. Од 2009, рангирање публикује Shanghai Ranking Consultancy.
Шангајска листа је једна од најзначајнијих и најупотребљаванијих рангирања универзитета. Објективна и конзистентна методологија листе је хваљена упоређујући са другим рангирањима. Међутим, истовремено је листа критикована због великог фокуса на природне науке над социјалним и хуманистичким наукама.

## Методологија
Листа упоређује 1200 високошколских институција широм света према формули која обухвата алумни добитнике Нобелове награде и Филдсове медаље (10%), добитнике Нобелове награде и Филдсове медаље међу особљем (20%), високо-цитиране истраживаче међу 21 категоријом (20%), радове публиковане у часописима  и  (20%), Индекс научне цитираности и Индекс цитираности социјалних наука (20%) и по глави академски допринос (набројаних индикатора) институције (10%). Методологију су успоставили Лиу и Ченг. Они су објаснили да је оригинална идеја рангирања била да се превазиђе јаз између кинсеких универзитета и светски признатих универзитета, посебно у академском и научном доприносу.